# Forcipomyia perangusta
Forcipomyia perangusta är en tvåvingeart som först beskrevs av Maurice Emile Marie Goetghebuer 1935.  Forcipomyia perangusta ingår i släktet Forcipomyia och familjen svidknott.
Artens utbredningsområde är Kongo. Inga underarter finns listade i Catalogue of Life.